# Opština Sokobanja
Opština Sokobanja (v srbské cyrilici Општина Сокобања) je srbská základní jednotka územní samosprávy ve východním Srbsku. V roce 2011 zde žilo 31 491 obyvatel, z toho přes 18 tisíc v centru samosprávné opštiny, městě Sokobanja.

## Sídla
V opštině se nachází celkem 25 sídel.
| - Beli Potok - Blendija - Bogdinac - Cerovica - Čitluk - Dugo Polje - Jezero - Jošanica | - Levovik - Milušinac - Mužinac - Nikolinac - Novo Selo - Poružnica - Radenkovac - Resnik - Rujevica | - Sesalac - Sokobanja - Šarbanovac - Trgovište - Trubarevac - Vrbovac - Vrmdža - Žučkovac |